# Jan Peter Balkenende
Jan Pieter "Jan Peter" Balkenende (Biezelinge, 7 de maio de 1956) é um político dos Países Baixos, primeiro-ministro dos Países Baixos de 22 de julho de 2002 até 14 de outubro de 2010.
É também professor na Universidade Livre de Amsterdã, tendo integrado em 1998 a segunda câmara do Parlamento Neerlandês.
Nas eleições de maio de 2002 foi escolhido para cabeça de lista do partido CDA. No resultado dessas eleições, marcadas pelo assassínio de Pim Fortuyn, o CDA foi o partido mais votado e foi convidado em 4 de julho de 2002 a formar governo pela Rainha Beatriz dos Países Baixos.
Durante o segundo semestre de 2004 ocupou a presidência rotativa da União Europeia.